# Mahindale
Mahindale es una ciudad censal situada en el distrito de Dhule en el estado de Maharashtra (India). Su población es de 7977 habitantes (2011).  Se encuentra a orillas del río Panzara, a 3 km de Dhule.

## Demografía
Según el censo de 2011 la población de Mahindale era de 7977 habitantes, de los cuales 4196 eran hombres y 3781 eran mujeres. Mahindale tiene una tasa media de alfabetización del 88,21%, superior a la media estatal del 83,36%: la alfabetización masculina es del 93,02%, y la alfabetización femenina del 82,93%.